# 中国美术分类全集
《中国美术分类全集》是中共中央宣传部、新聞出版署组织中国大陆34余家出版社完成的一套共计302卷的丛书。
1980年代，中国大陆出版了60卷的《中国美术全集》。据许力以回忆，《中国美术全集》出齐之前，启功向中共中央宣传部部长邓力群写信，认为60卷不够涵盖中国美术的内容，建议出版一套规模更大的美术全集。邓立群认可启功的观点。1986年3月25日，中共中央宣传部批转了中宣部出版局、国家出版局、文化部文物局《关于编辑出版<中国美术分类全集>的报告》。历经25年，全套《中国美术分类全集》在2011年底完成。
《中国美术分类全集》分为绘画、雕塑、建筑、书法、工艺美术五大类、三十个分类，收录的作品上自新石器时代，下至1990年代，总数超过万件。

## 内容
| 名称                   | 卷数 | 出版社                                                                                             |
| ---------------------- | ---- | -------------------------------------------------------------------------------------------------- |
| 中国绘画全集           | 30   | 文物出版社、浙江人民美术出版社                                                                     |
| 中国敦煌壁画全集       | 11   | 天津人民美术出版社                                                                                 |
| 中国新疆壁画全集       | 6    | 辽宁美术出版社、新疆美术摄影出版社、天津人民美术出版社                                             |
| 中国壁画全集: 藏传寺院 | 4    | 天津人民美术出版社                                                                                 |
| 中国寺观壁画全集       | 7    | 广东教育出版社                                                                                     |
| 中国墓室壁画全集       | 3    | 河北美术出版社                                                                                     |
| 太平天国壁画全集       | 2    | 辽宁美术出版社                                                                                     |
| 中国画像石全集         | 8    | 山东美术出版社、河南美术出版社                                                                     |
| 中国画像砖全集         | 3    | 四川美术出版社                                                                                     |
| 中国岩画全集           | 5    | 辽宁美术出版社、人民美术出版社                                                                     |
| 中国版画全集           | 6    | 紫禁城出版社                                                                                       |
| 中国青铜器全集         | 16   | 文物出版社                                                                                         |
| 中国陶瓷全集           | 15   | 上海人民美术出版社                                                                                 |
| 中国玉器全集           | 6    | 河北美术出版社                                                                                     |
| 中国漆器全集           | 6    | 福建美术出版社                                                                                     |
| 中国金银玻璃珐琅器全集 | 6    | 河北美术出版社                                                                                     |
| 中国织绣服饰全集       | 6    | 天津人民美术出版社                                                                                 |
| 中国竹木牙角器全集     | 5    | 文物出版社                                                                                         |
| 中国石窟雕塑全集       | 10   | 重庆出版社                                                                                         |
| 中国藏传佛教雕塑全集   | 6    | 北京美术摄影出版社                                                                                 |
| 中国寺观雕塑全集       | 5    | 黑龙江美术出版社                                                                                   |
| 中国陵墓雕塑全集       | 6    | 陕西人民美术出版社                                                                                 |
| 中国建筑艺术全集       | 24   | 中国建筑工业出版社                                                                                 |
| 中国法书全集           | 18   | 文物出版社                                                                                         |
| 中国法帖全集           | 18   | 湖北美术出版社                                                                                     |
| 中国碑刻全集           | 6    | 人民美术出版社                                                                                     |
| 中国玺印篆刻全集       | 4    | 上海书画出版社                                                                                     |
| 中国文房四宝全集       | 4    | 北京出版社                                                                                         |
| 中国现代美术全集       | 48   | 人民美术出版社等                                                                                   |
| 中国民间美术全集       | 6    | 人民美术出版社、广西美术出版社、岭南美术出版社、浙江人民美术出版社、山东教育出版社、山东友谊出版社 |
| 中国美术分类全集总目录 | 2    | 人民美术出版社                                                                                     |